# 郷事委員会
郷事委員会（きょうじいいんかい、中国語: 鄉事委員會、英語: Rural Committee、略称は鄉事會）は、香港の新界原居民による政治諮問組織である。香港全域で27設置され、共同で新界郷議局を形成する。これは香港特別行政区政府が新界の民意を諮問する法定組織となる。郷事委員会は4年ごとに村代表選挙を行い、村代表は執行委員会を組織して、執行委員の互選により主席1名と最大2名の副主席を選出する。27個の郷村の郷事会主席は新界の各行政区に置かれた区議会において当然議員（充て職）となるほか、上部組織である郷議局の当然議員となる（副主席も郷議局の当然議員になる）。

## 歴史
1898年、イギリスは清朝と「展拓香港界址専条」に調印し、これより99年間にわたって新界を租借した。新界接収初期において、イギリスは新界原居民の抵抗に直面し、新界六日戦争における原居民側の敗北によってイギリスは正式に新界を接収できた。居民の土地所有権は永久所有権（永業權）から借地権になり、居民もまた中国籍からイギリス籍になった。
1924年、郷議局の前身である「新界農工商業研究総会」が成立した。該会の成立目的は新界の農地を住宅地に変更する際に地価を支払わなければならないとする《民田建屋補価条例》に反対することだった。2年後の1926年、当時の香港総督セシル・クレメンティは、「新界農工商業研究総会」を郷議局に改組し、政府と新界原居民との関係改善を図った。香港政庁は郷議局に多くの権限を与え、その職責は郷村福祉を推進すること、政務処と連絡を取り合うこと、政庁に対して新界村民の政見を反映すること、村民と政庁との間で利益が衝突した際に、村民を代表して政庁と交渉することであった。この他、委員会は村民同士や家庭内の紛争を調停したり、地域における福祉事業を提唱することも担当した。
1959年、政庁は「郷議局条例」を公布し、郷議局は正式に法定諮問機関となり、新界事務について政府に意見を提供したり、新界居民の権益を擁護する役目を担った。1997年の香港返還を前にして起草された「香港特別行政区基本法」第40条では「新界原居民の合法な伝統的権益は、香港特別行政区により保護される」と明記され、新界統治における郷議局の政治体制上の地位はさらに強固なものとなった。
歴史的に、村代表選挙において選挙権は男性の原居民とその配偶者に限られており、また新界原居民は自分の村長に投票するため、選挙は往往にして男性原居民の壟断するところとなった。しかし香港社会の変化に伴い、新界村落と都市部の人口流動も増加し、新界村落の居民は必ずしも原居民であるとは限らなくなっていた。2000年12月22日香港終審法院（最高裁に相当）は打石湖村および布袋澳村の村長選挙は「香港人権法案条例」および「性差別防止条例」に違反するとの判決を下し、非原居民も村代表選挙に参加できることを確認した。一方で、上述したように香港政府は「基本法」第40条に基づいて「新界原居民の合法な伝統的権益」を保護する義務を負っていた。
そこで2003年、香港立法会は「村代表選挙条例」を成立させ、新界村代表選挙は「原居民代表」と「居民代表」の「双村長制」で行われるものとした。この条例により理論上、新界の村落の原居民と非原居民の代表が、郷事委員会と郷議局に加わる機会を平等に持つこととなった。2011年4月、香港の民間団体「香港人権監察」は立法会に上申書を提出し、村代表選挙は現在も原居民が独占しており、2011年の村代表選挙において、計1,358名の村代表のうち152名しか非原居民代表がいなかったことを指摘した。この団体はその原因を、「双村長制」下では原居民は「原居民代表」と「居民代表」の2つの立場で立候補・投票ができるのに対し、非原居民は「居民代表」の立場でしか立候補・投票ができないことにあると考えている。

## 組織
現在、新界には27の郷事委員会があり、この27の郷事委員会が上部組織たる新界郷議局を組織する。郷事委員会は4年ごとに村代表選挙を行い、村代表は執行委員会を組織して、彼ら村代表の互選により主席1名と最大2名の副主席を選出する。村代表は2003年以降は「双村長制」を採用しており、村落の住民全体が投票する居民代表議席と原居民が代表する原居民代表議席があり、「居民代表」および「原居民代表」がそれぞれ選出される。原居民村代表選挙の選民は10.3万人おり、約1,400名の村代表が選出される。700ある原居民の村から選出された村代表1480人は、大半の村では一人しか被推薦者がおらず、無投票当選している。
27ある郷事委員会の主席は27個の郷村の郷事会主席は新界の各行政区に置かれた区議会において当然議員（充て職）となるほか、上部組織である郷議局の当然議員となる（副主席も郷議局の当然議員になる）。郷事委員会の構成は法律で規定されておらず、各郷事委員会は独自の規約によって管理されているが、その規約は郷事委員会間で統一されていない。そのため、規定によっては村民は選挙で選ばれなくても郷事委員会に参加し、郷事委員会の主席になり、更には郷事委員会主席として区議会の当然議員になることもできる。

## 政治的立場
新界原居民は、郷事委員会や郷議局といった原居民組織や、新界社団聯会、城郷居民共和協会といった新界郊外を地盤とする政治組織を中心として、「郷事派」と呼ばれる政治勢力を形成している。上述したように、各郷事委員会の主席は区議会の当然議員となるため、同委員会が集中して分布する元朗区(6)、北区(4)や離島区(7)などでは、その区議会において郷事委員会は比較的強い影響力を発揮できる。立法会の功能界別（職能別）選挙区には郷議局功能界別が存在し、郷事委員会主席・副主席が当然議員を務める新界郷議局議員大会の議員の投票により立法会議員が1名選出される。
郷事派は基本的には保守的な立場を取り、1997年の香港返還以前には香港政庁および中華民国政府を支持していたが、返還後は建制派に転じた。中華人民共和国政府および香港特別行政区政府を支持し、「愛国・愛港・愛郷」の名の下に、新界原居民の特権利益を擁護することを特徴としている。

## 現任郷事委員会正副主席
以下は現任各区郷事委員会の正副主席である：
| 鄉事委員會 | 鄉事委員會 | 主席      | 主席           | 主席       | 首副主席／第一副主席 | 首副主席／第一副主席 | 首副主席／第一副主席 | 副主席／次副主席／第二副主席 | 副主席／次副主席／第二副主席 | 副主席／次副主席／第二副主席 |
| 鄉事委員會 | 鄉事委員會 | 姓名      | 所屬鄉村       | 村代表類別 | 姓名                 | 所屬鄉村             | 村代表類別           | 姓名                         | 所屬鄉村                     | 村代表類別                   |
| ---------- | ---------- | --------- | -------------- | ---------- | -------------------- | -------------------- | -------------------- | ---------------------------- | ---------------------------- | ---------------------------- |
| 荃湾区     | 馬湾       | 陳崇業    | 田寮           | 原居民代表 | （只設一名副主席）   | （只設一名副主席）   | （只設一名副主席）   | 范樹明                       | 大清洲                       | 原居民代表                   |
| 荃湾区     | 荃灣       | 邱錦平    | 關門口         | 原居民代表 | 傅振光               | 深井                 | 原居民代表           | 孫華安                       | 新村                         | 原居民代表                   |
| 屯門区     | 屯門       | 劉業強L＃ | 龍鼓灘         | 原居民代表 | 陶錫源               | 青磚圍               | 原居民代表           | 曾展雄                       | 福亨村（上）                 | 居民代表                     |
| 元朗区     | 十八鄉     | 程振明    | 水蕉新村       | 原居民代表 | 梁智峯               | 大棠                 | 原居民代表           | 林盛興                       | 山貝                         | 原居民代表                   |
| 元朗区     | 新田鄉     | 文祿星    | 明德堂         | 原居民代表 | 黎志超               | 大生圍               | 居民代表             | 文貴壽                       | 仁壽圍                       | 原居民代表                   |
| 元朗区     | 厦村鄉     | 鄧善恒    | 錫降圍         | 居民代表   | 鄧焯倫               | 錫降村               | 原居民代表           | 鄧永傑                       | 厦村市                       | 原居民代表                   |
| 元朗区     | 錦田       | 鄧賀年    | 泰康圍         | 居民代表   | 鄧國豐               | 吉慶圍               | 居民代表             | 鄧霆鈞                       | 泰康圍                       | 居民代表                     |
| 元朗区     | 屏山鄉     | 鄧志強    | 坑尾村         | 原居民代表 | 林權                 | 石埗村               | 居民代表             | 黃國榮                       | 新慶村                       | 原居民代表                   |
| 元朗区     | 八鄉       |           |                | 居民代表   | 鄧志光               | 竹坑                 | 原居民代表           | 黎永添                       | 上村                         | 原居民代表                   |
| 北区       | 打鼓嶺區   | 陳月明L^  | 坪洋           | 居民代表   | 張天送               | 新屋嶺               | 居民代表             | 易渭東                       | 鳳凰湖                       | 原居民代表                   |
| 北区       | 上水區     | 侯志強    | 河上鄉         | 原居民代表 | 侯榮光               | 燕崗村               | 居民代表             | 廖世鴻                       | 上水鄉                       | 原居民代表                   |
| 北区       | 沙頭角區   | 李冠洪    | 烏蛟騰         | 原居民代表 | 李炳華               | 下禾坑               | 原居民代表           | 曾玉安                       | 梅子林                       | 原居民代表                   |
| 北区       | 粉嶺區     | 李國鳳    | 高莆           | 居民代表   | 劉永安               | 軍地                 | 原居民代表           | 鄧志佳                       | 龍躍頭                       | 原居民代表                   |
| 大埔区     | 大埔       | 林奕權    | 南華莆         | 原居民代表 | 陳笑權               | 下黃宜坳             | 原居民代表           | 張國棟                       | 新圍仔                       | 原居民代表                   |
| 大埔区     | 西貢北約   | 李耀斌    |                |            | 林啤                 | 西徑                 | 原居民代表           | 何志超                       | 白沙澳                       | 原居民代表                   |
| 西貢区     | 坑口       | 劉啟康    | 上洋           | 居民代表   | 劉運明               | 檳榔灣               | 居民代表             | 李健安                       | 馬游塘村                     | 居民代表                     |
| 西貢区     | 西貢       | 王水生    | 山寮           | 原居民代表 | 張土勝               | 蠔涌                 | 原居民代表           | 駱秀明                       | 北港                         | 原居民代表                   |
| 沙田区     | 沙田       | 莫錦貴    | 大圍村         | 原居民代表 | 李志麒               | 牛皮沙               | 原居民代表           | 張子賢                       | 大水坑                       | 居民代表                     |
| 葵青区     | 青衣       | 陳志榮    | 涌美村         | 原居民代表 | 陳碧文               | 涌美村               | 原居民代表           | 鄧光榮                       | 老屋村                       | 原居民代表                   |
| 離島区     | 長洲       | 吳文傑    | 長洲           | 街坊代表   | 孔憲禮               | 長洲                 | 街坊代表             | 黃輝民                       | 長洲                         | 街坊代表                     |
| 離島区     | 南丫島北段 | 溫揚堅    | 大坪村         | 原居民代表 | 陳錦貴               | 北角舊村             | 原居民代表           | 周文基                       | 榕樹塱                       | 原居民代表                   |
| 離島区     | 南丫島南段 | 周玉堂    | 榕樹下         | 原居民代表 | 胡國光               | 索罟灣               | 居民代表             | 周國明                       | 榕樹下                       | 原居民代表                   |
| 離島区     | 梅窩       | 黃文漢    | 白銀鄉         | 原居民代表 | 鄒長福               | 大蠔                 | 原居民代表           | 李國強                       | 鹿地塘                       | 居民代表                     |
| 離島区     | 坪洲       | 黃漢權    | 坪洲           | 街坊代表   | 李文安               | 坪洲                 | 街坊代表             | 曾紀洲                       | 坪洲                         | 街坊代表                     |
| 離島区     | 大嶼山南區 | 何進輝    | 貝澳新圍       | 原居民代表 | 張蓮壽               | 拾浪                 | 原居民代表           | 何德輝                       | 貝澳新圍                     | 居民代表                     |
| 離島区     | 大澳       | 何紹基    | 䃟頭           | 居民代表   | 蘇光                 | 大澳太平街（一）     | 居民代表             | 黃容根                       | 吉慶後街                     | 居民代表                     |
| 離島区     | 東涌       | 黃秋萍^   | 黃家圍及龍井頭 | 原居民代表 | （只設一名副主席）   | （只設一名副主席）   | （只設一名副主席）   | 莫廣源                       | 莫家                         | 原居民代表                   |

註解
- 「L」現任立法会議員
- 「＃」現任行政会議非官守成員
- 「^」女性代表

## 画像集

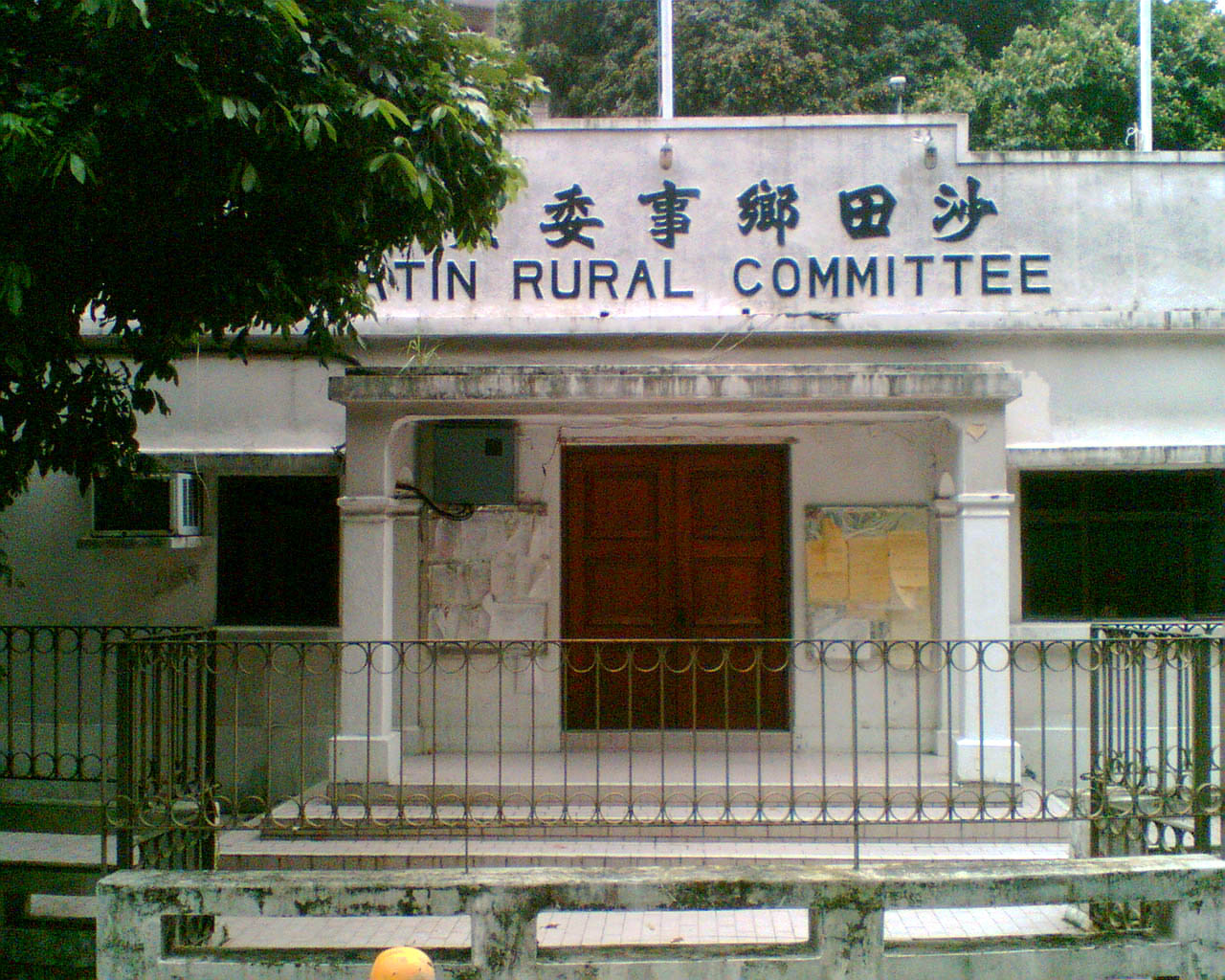
沙田郷事委員会旧屋
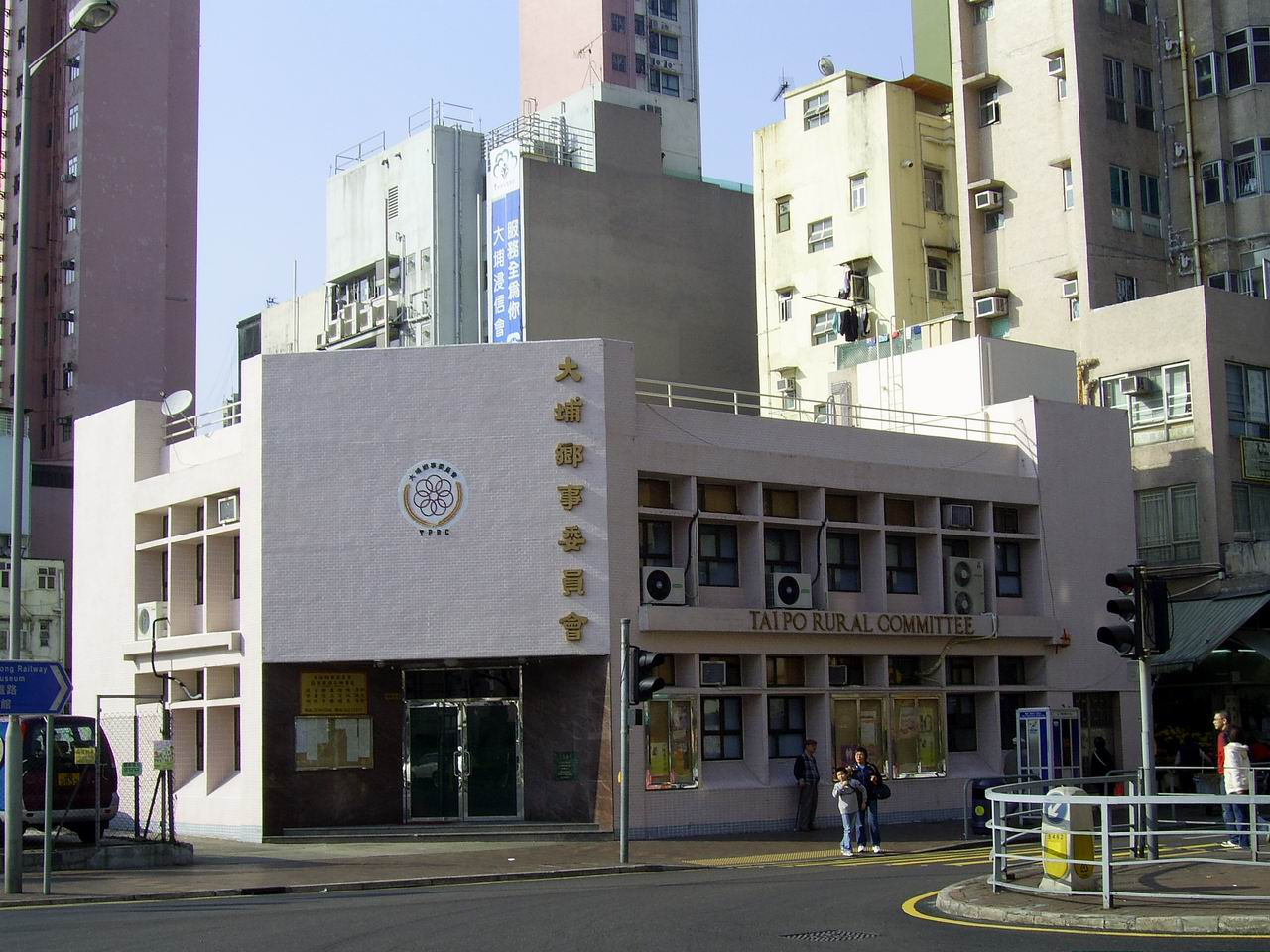
建替前の大埔郷事委員会（2008年3月）
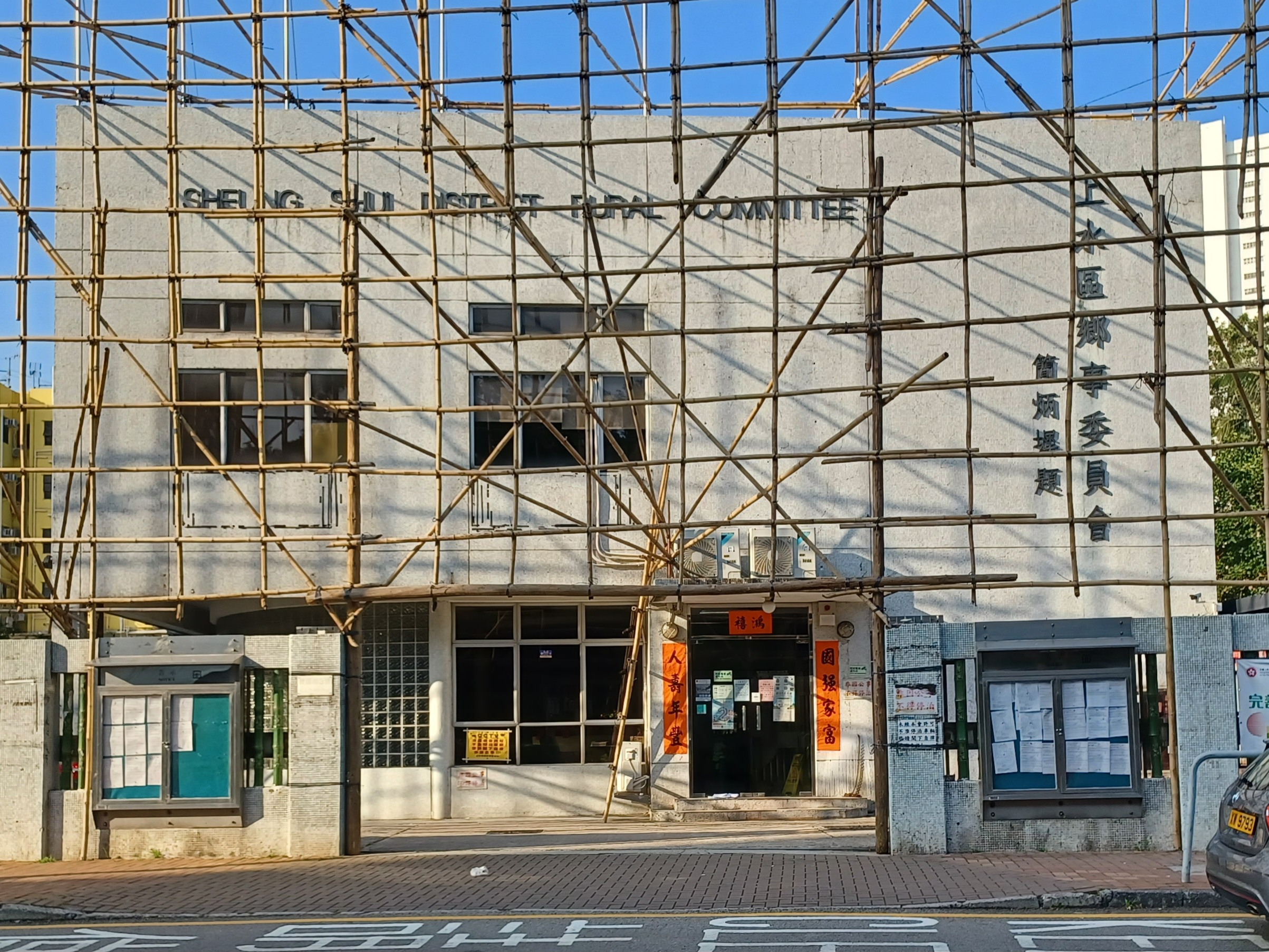
上水区郷事委員会
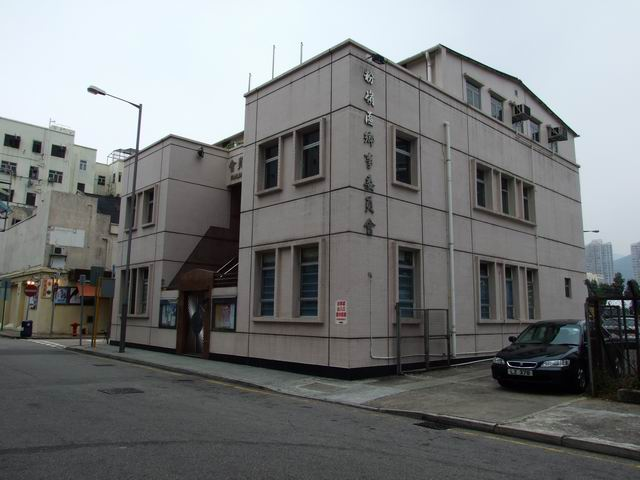
粉嶺区郷事委員会
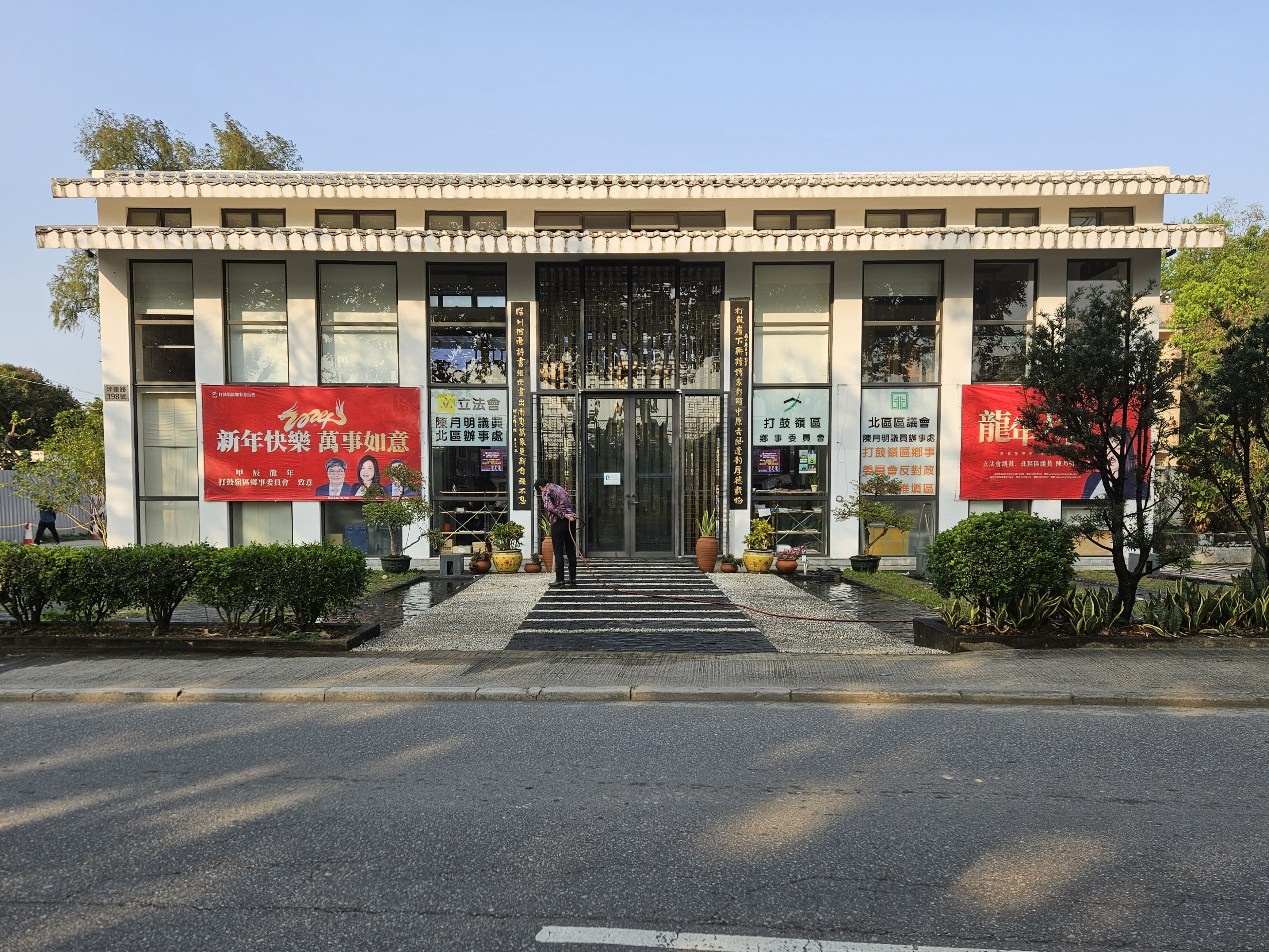
打鼓嶺区郷事委員会
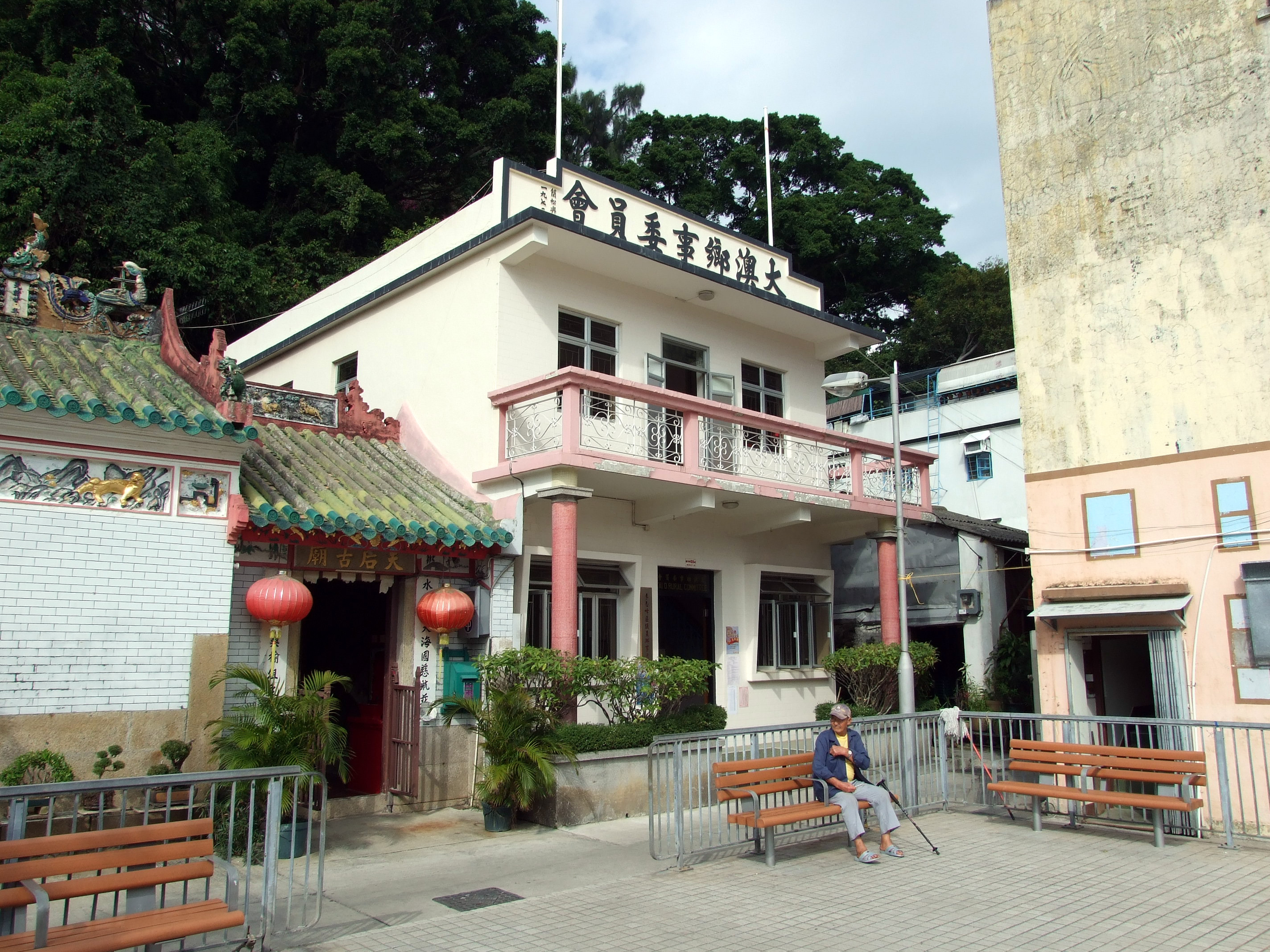
大澳郷事委員会
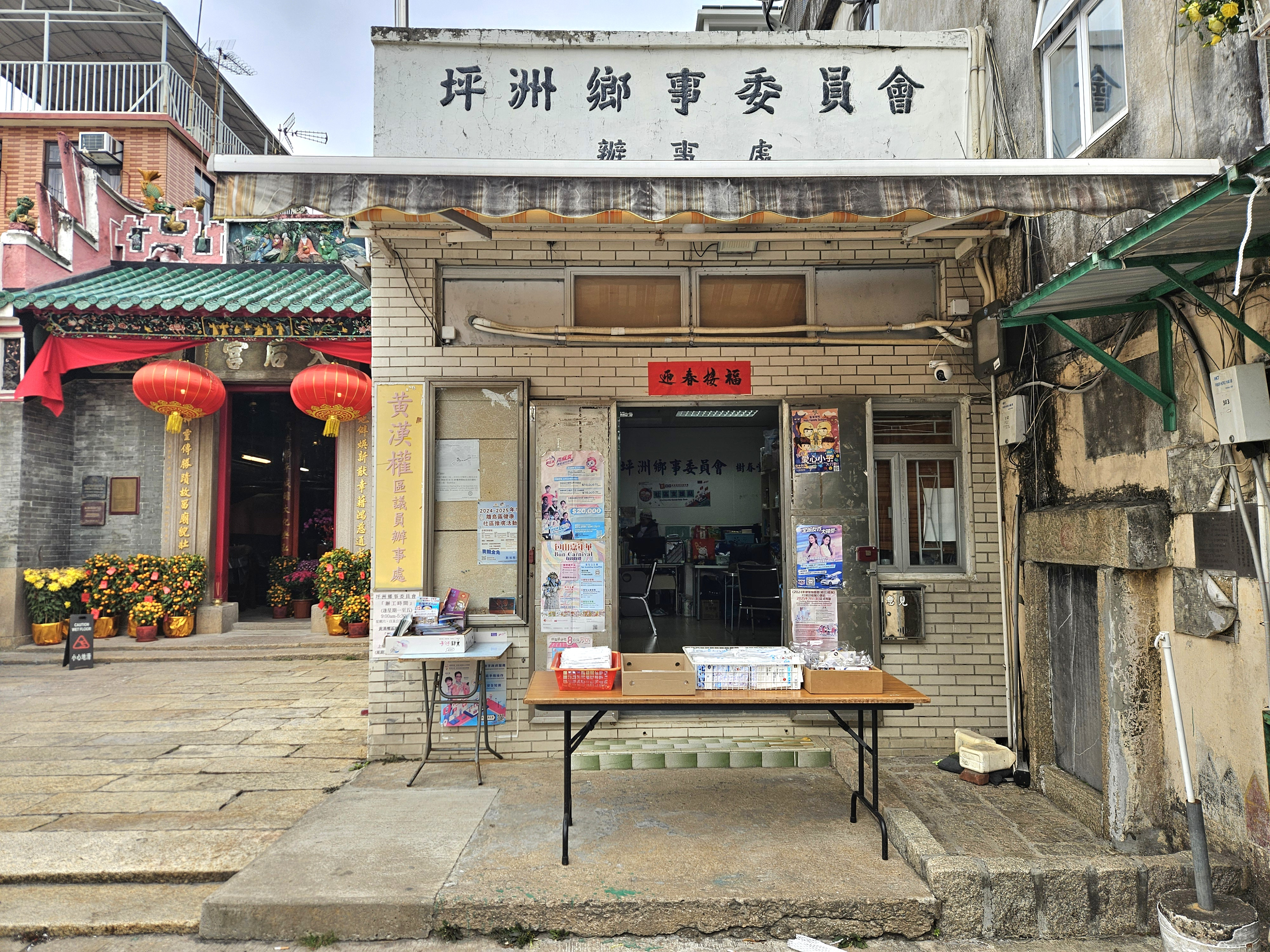
坪洲郷事委員会辦事処
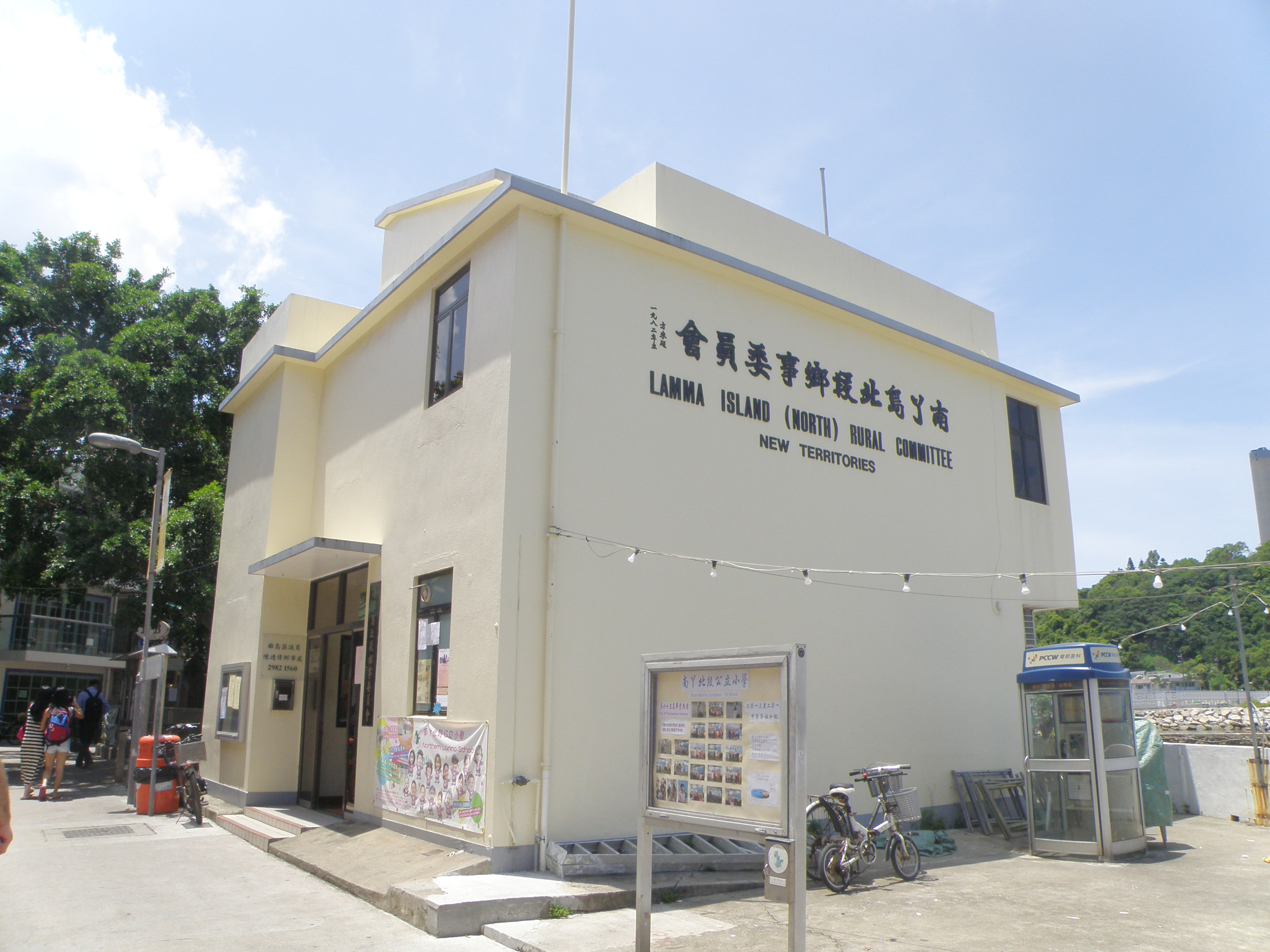
南丫島北段郷事委員会
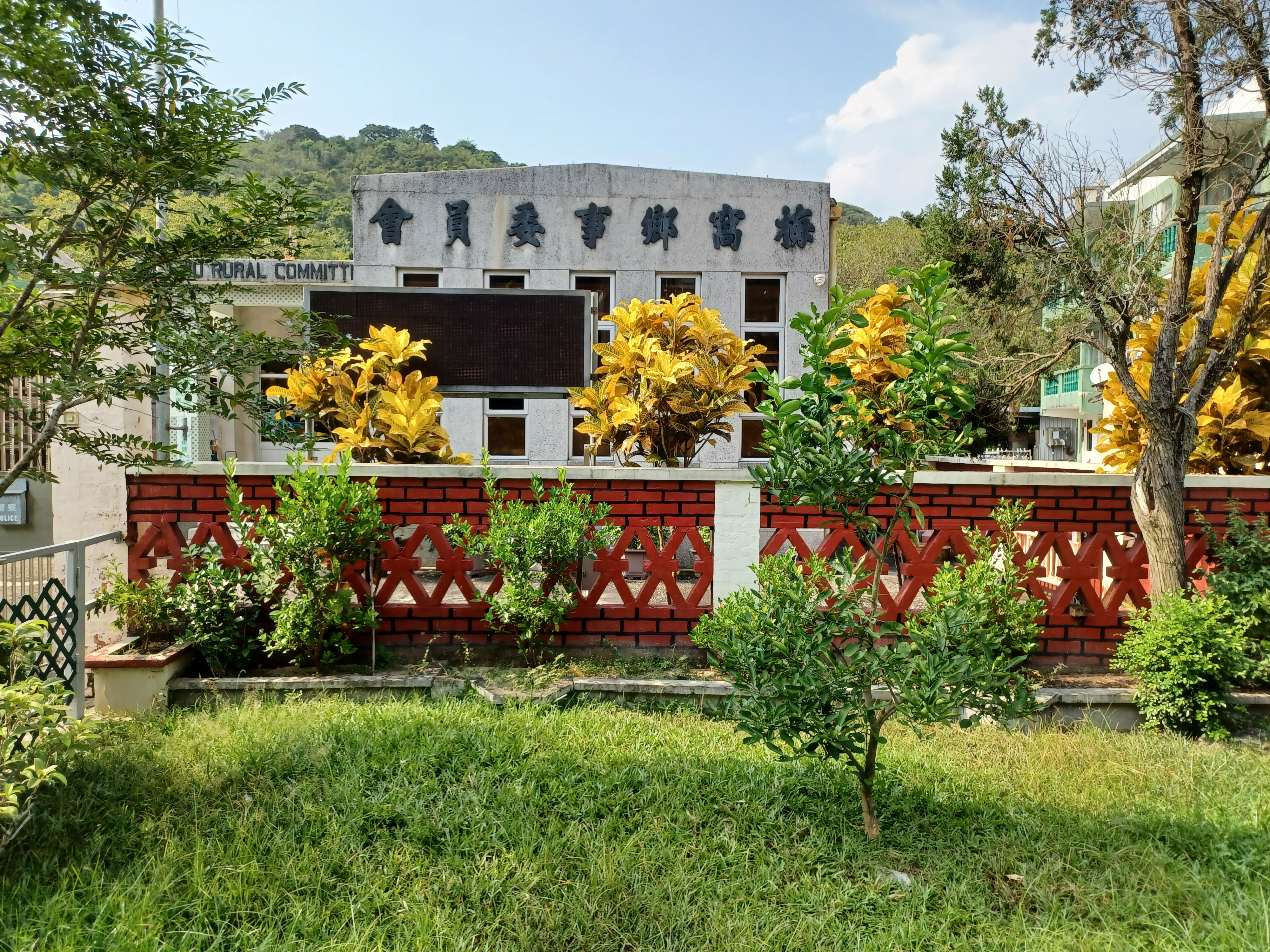
梅窩郷事委員会
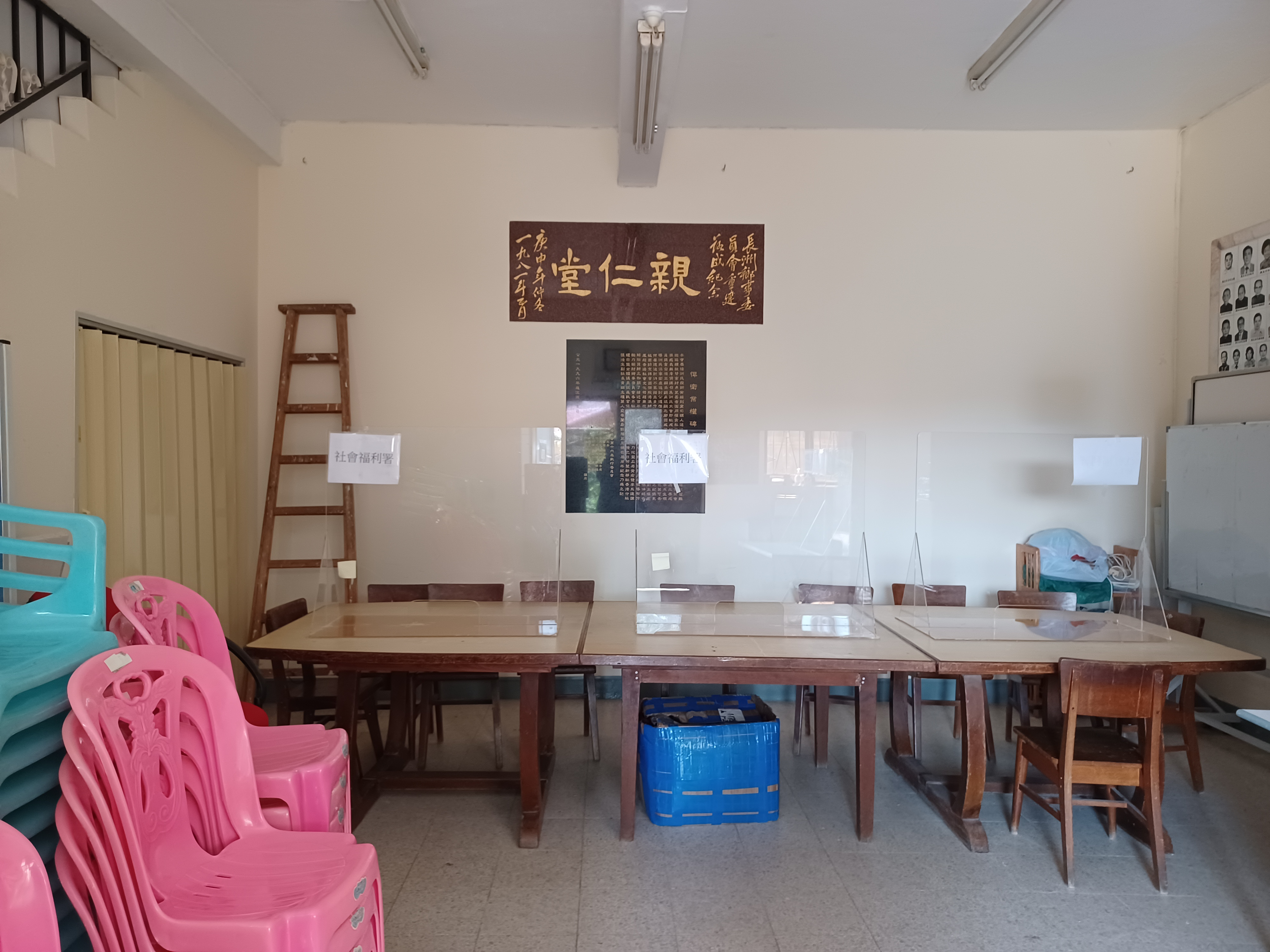
長洲郷事委員会親仁堂
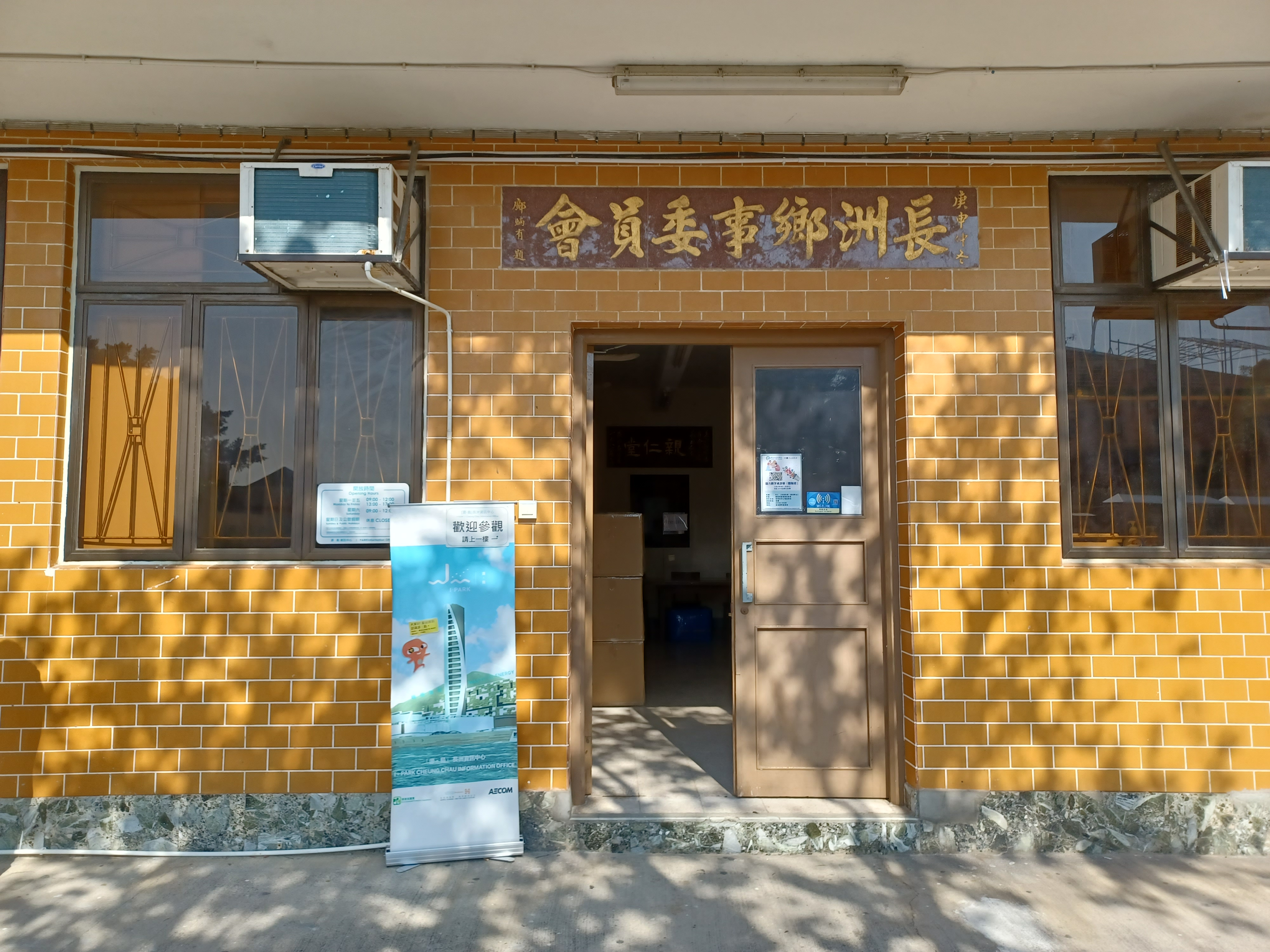
長洲郷事委員会正門
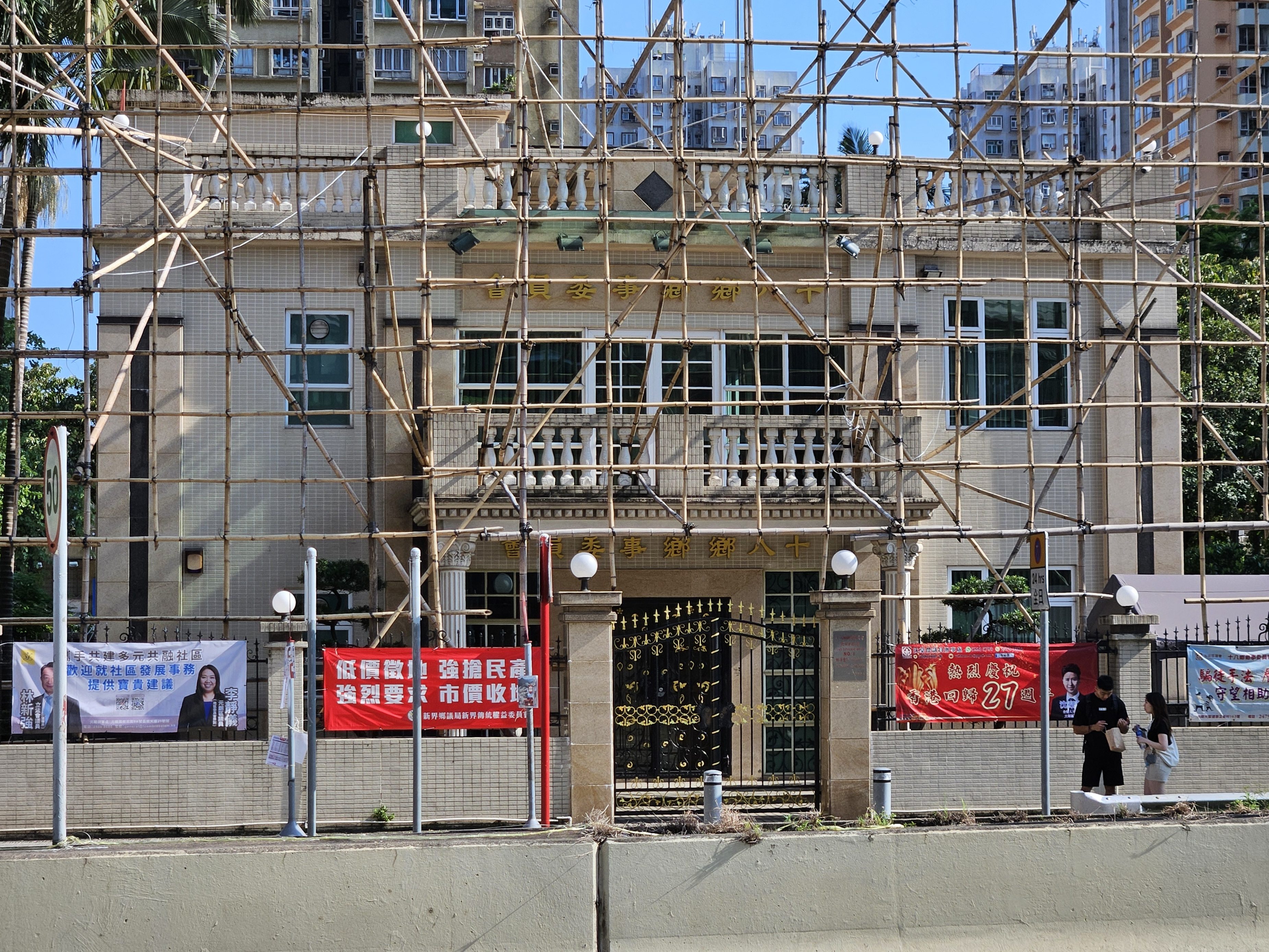
十八郷郷事委員会
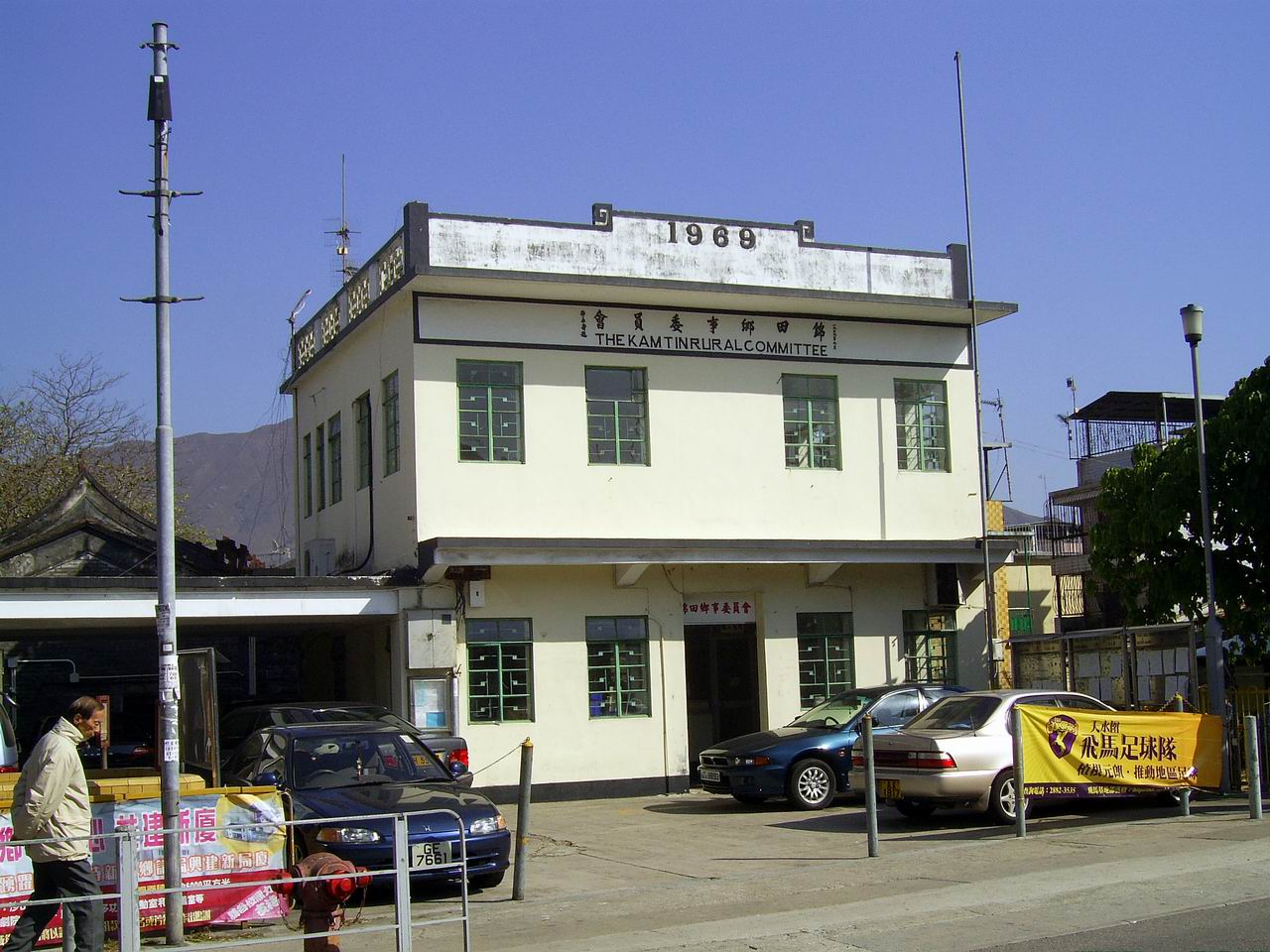
建替前の錦田郷事委員会（2009年1月）
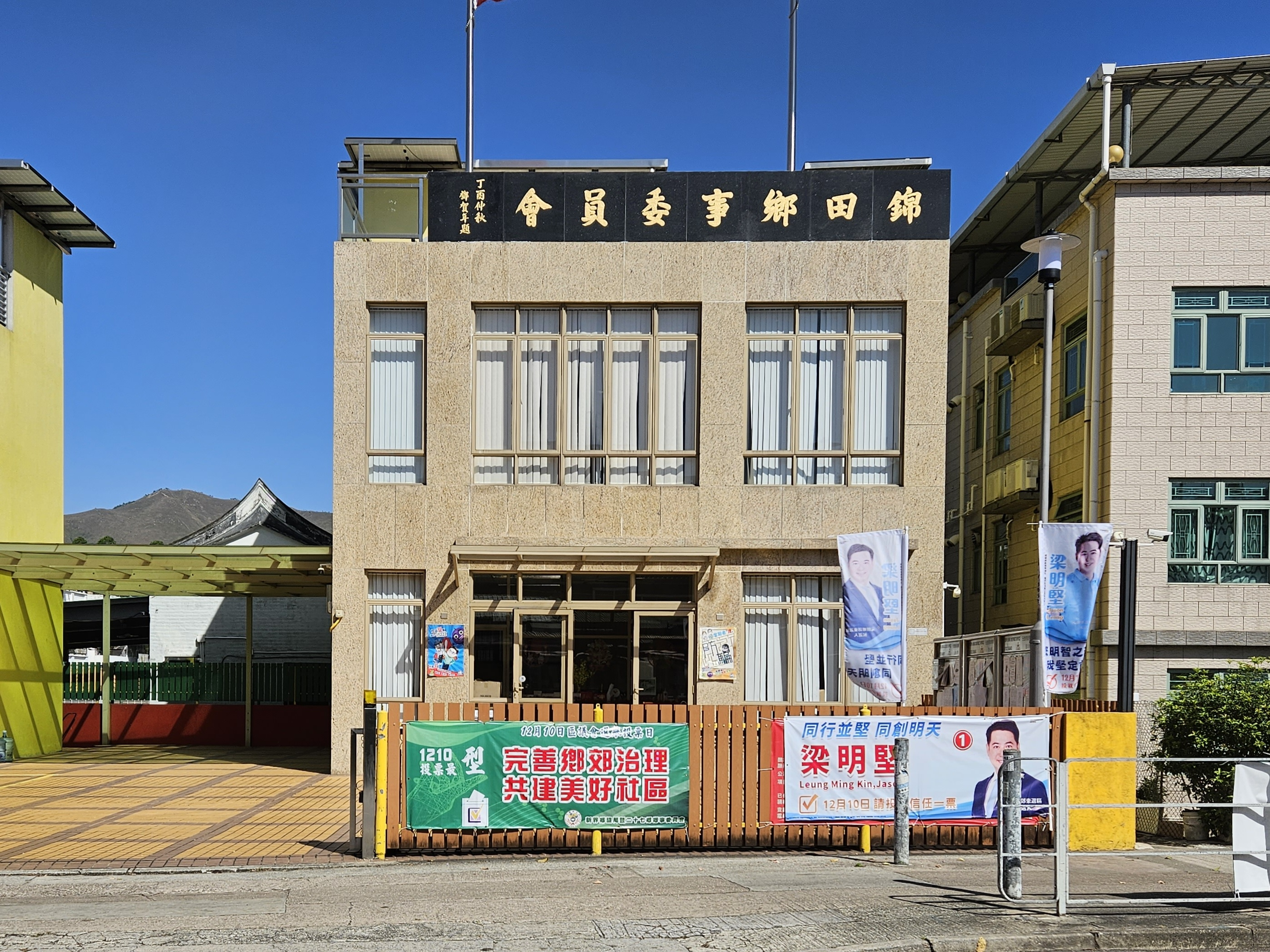
錦田郷事委員会
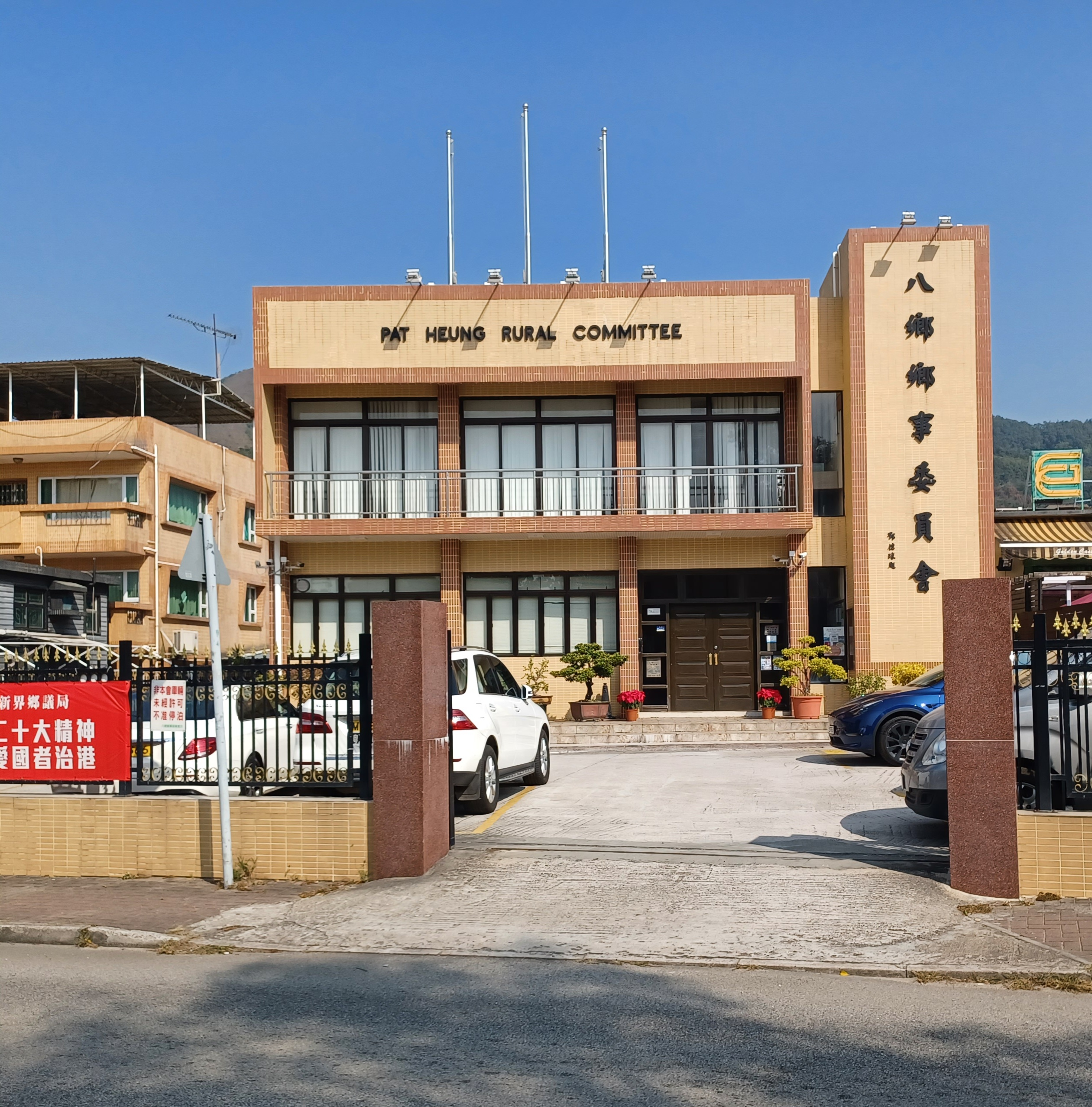
八郷郷事委員会
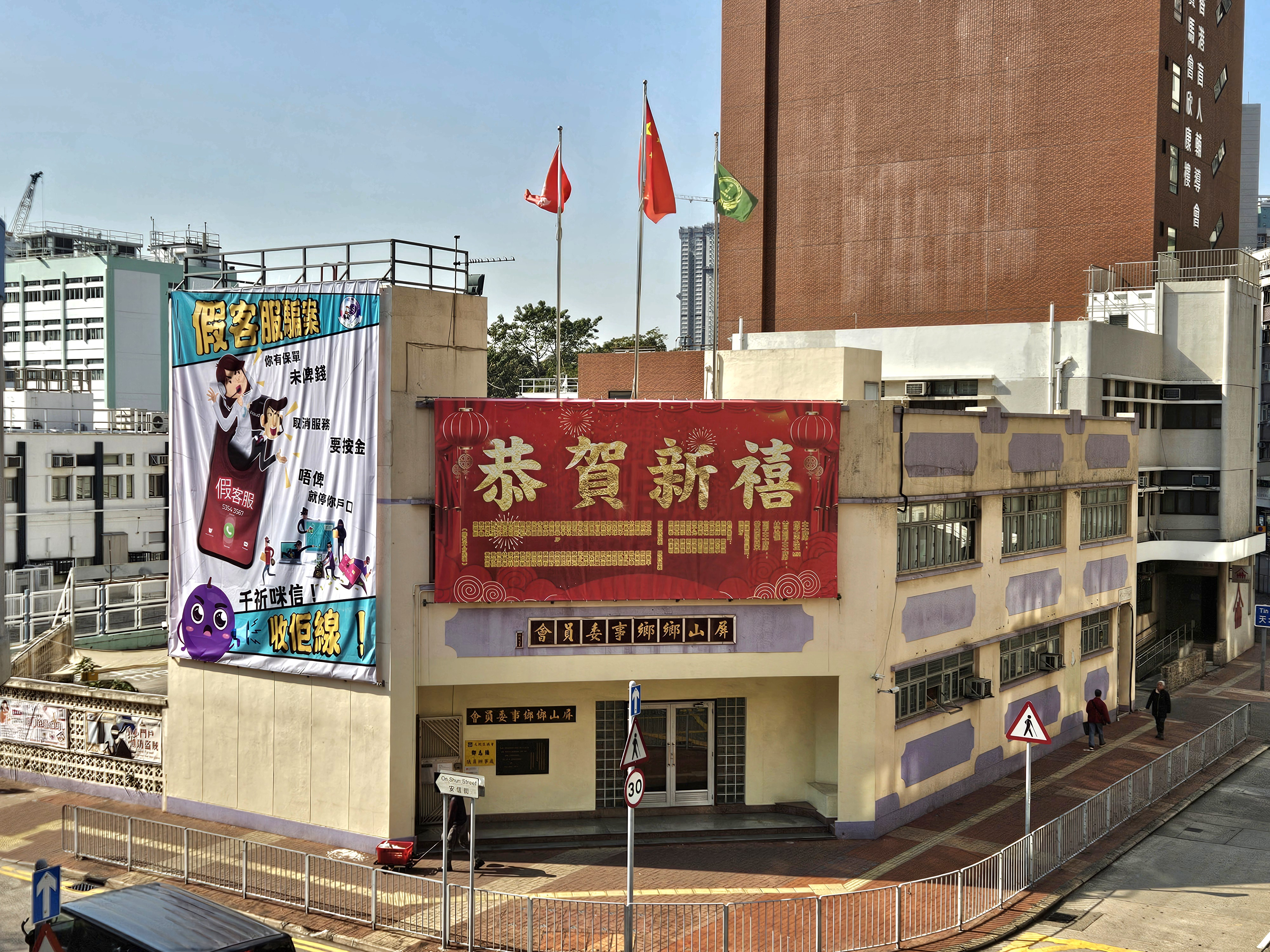
屏山郷郷事委員会
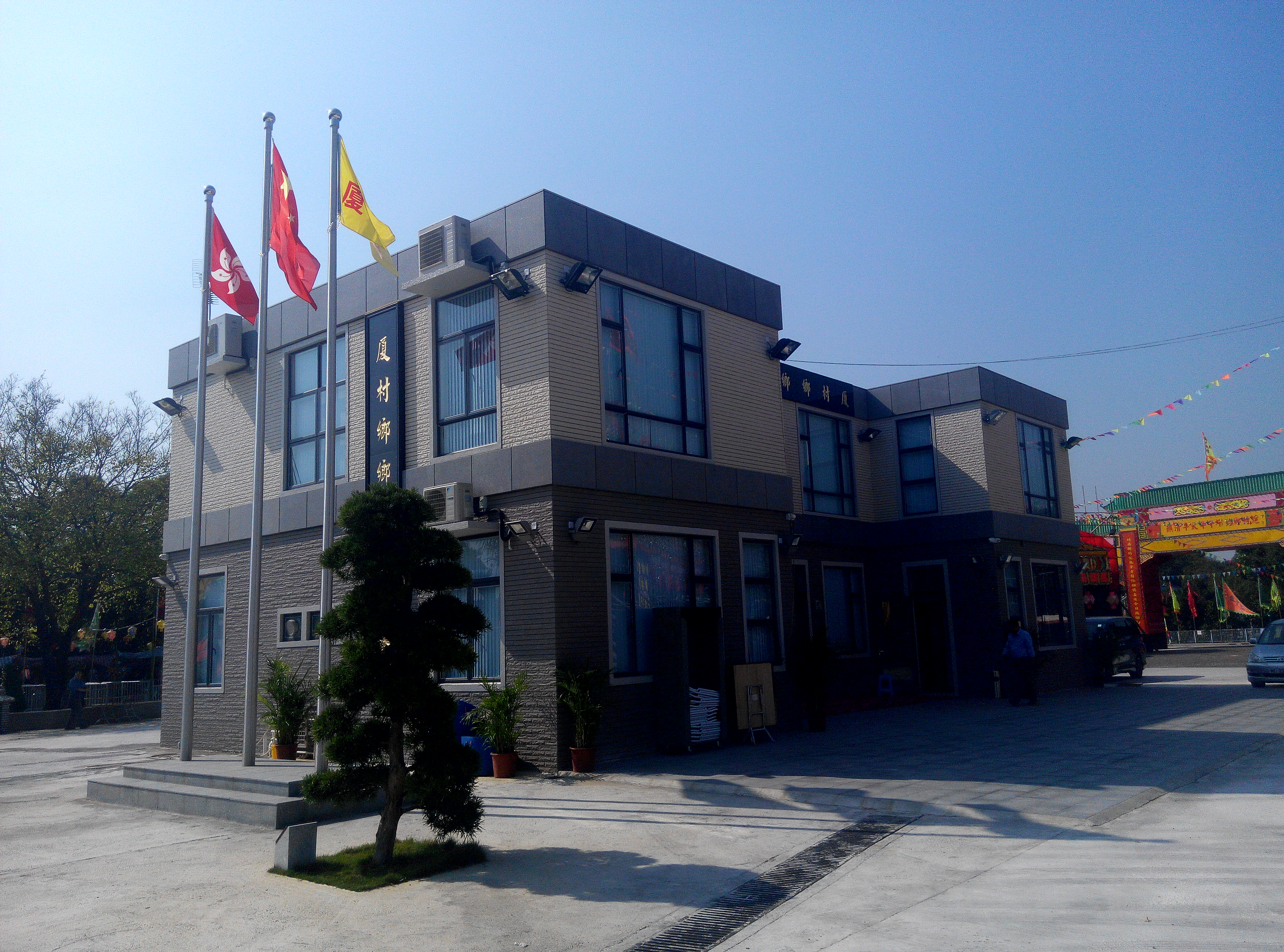
厦村郷郷事委員会
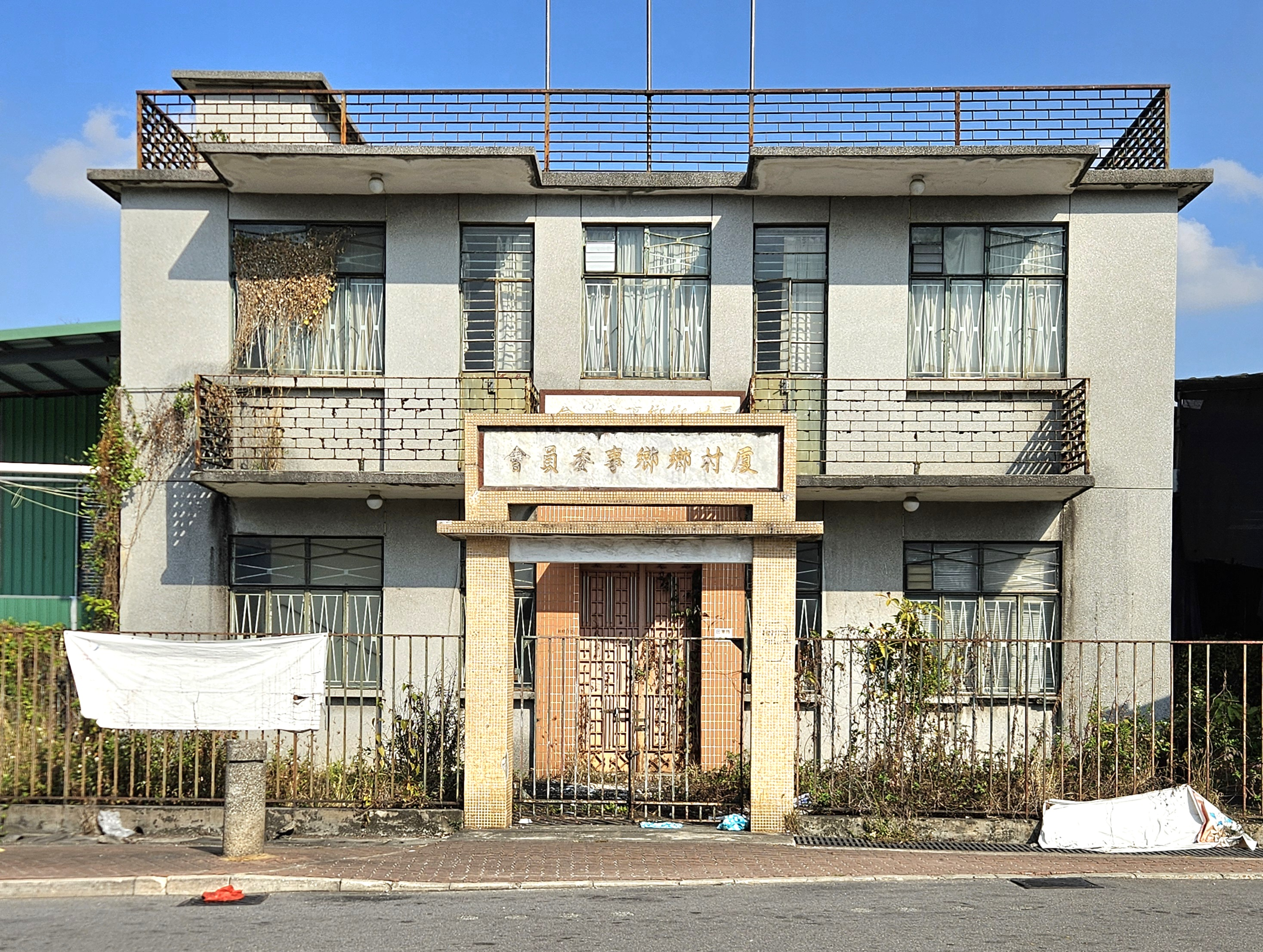
田厦路の厦村郷郷事委員会旧屋（2025年2月）
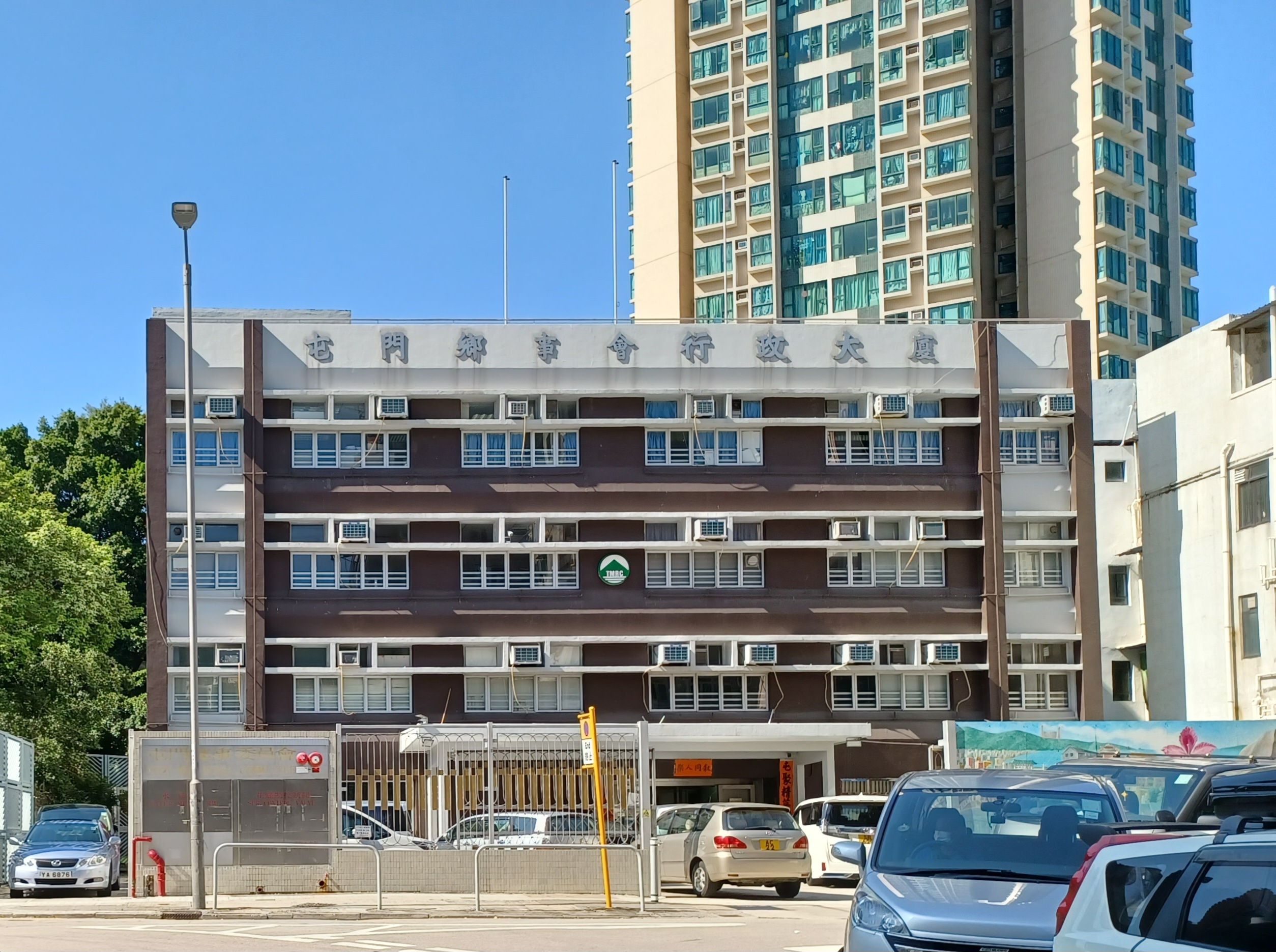
屯門郷事委員会行政大廈
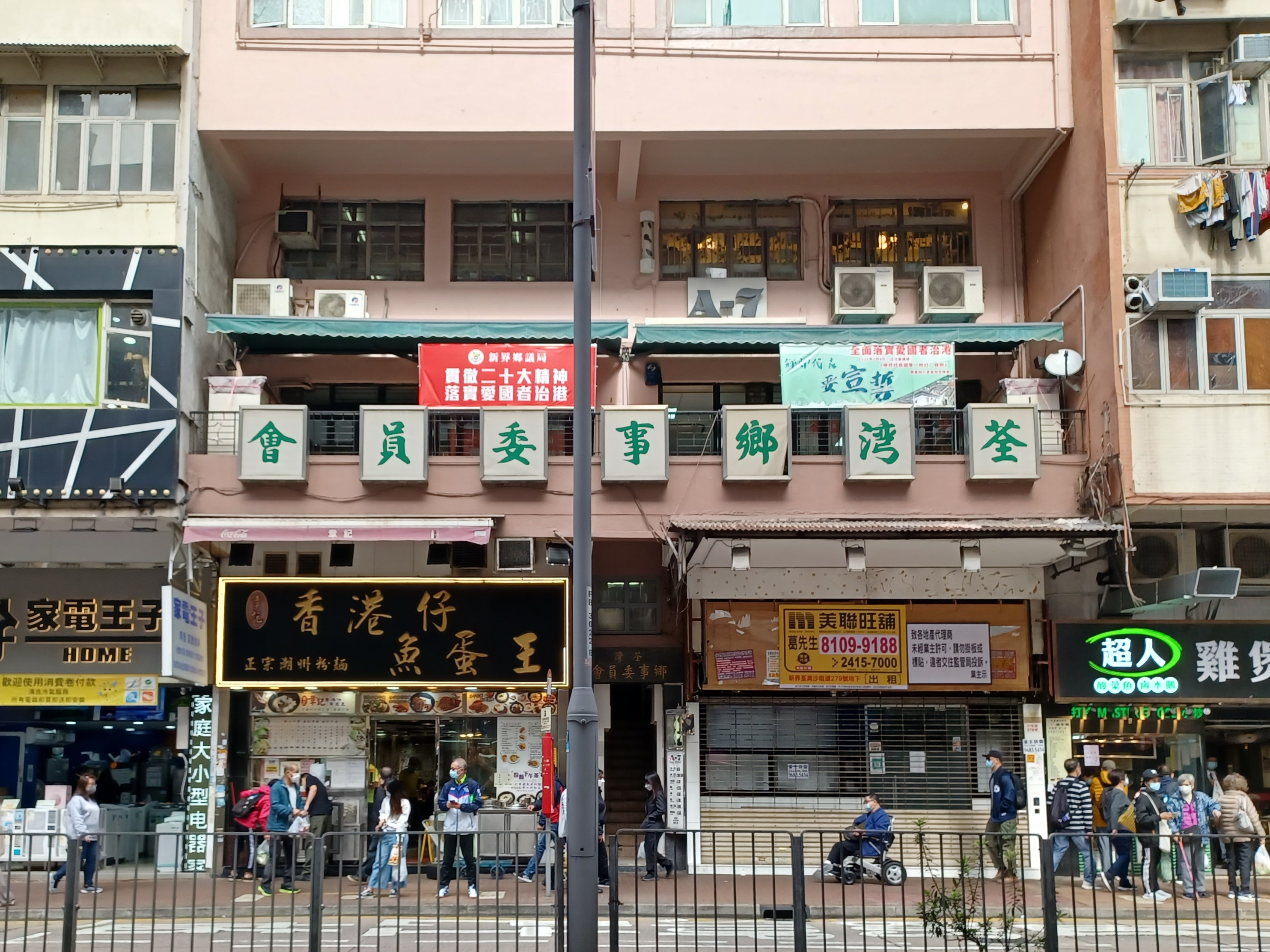
荃灣郷事委員会
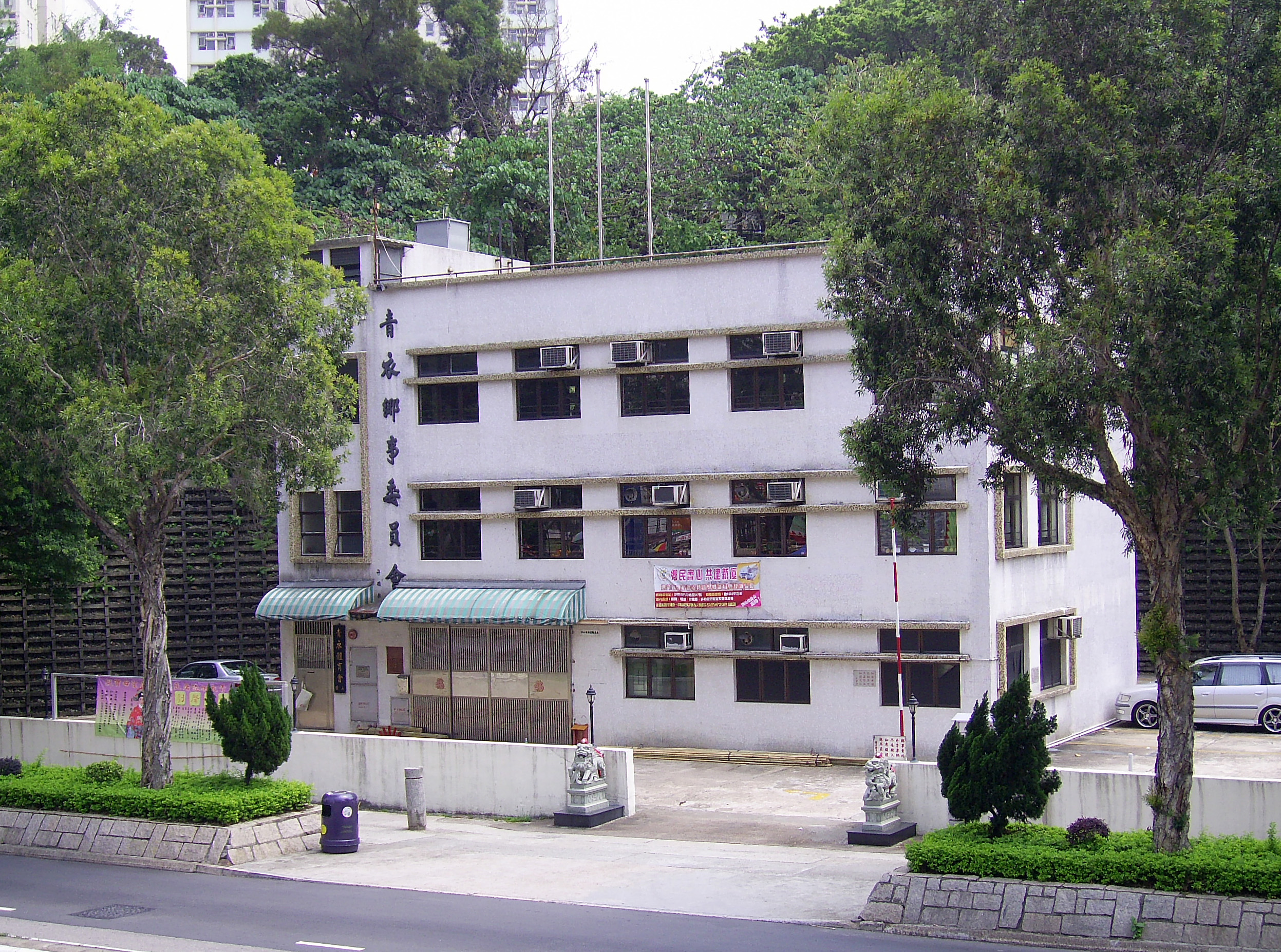
青衣郷事委員会

## 注・参考文献
1. 1 2 3 4  陳澔琳 (2016年9月29日). “新界鄉議局──民主還是民粹？”. 關鍵評論.  オリジナルの2021年2月25日時点におけるアーカイブ。
2. ↑  “政府阻礙居民推動鄉村改革 反對無理剝奪居民參選權”. 土地正義聯盟. 2021年1月22日時点のオリジナルよりアーカイブ。10/5/2020閲覧。 エラー: 閲覧日が正しく記入されていません。（説明）
3. ↑  鄺智文 (2018). “《從「新界人」到「原居民」英治時期香港新界村民的身份建構》”. 香港社會科學學報 (52):  39-72.
4. ↑  “鄉議局架構圖”. 新界郷議局 (2012年). 2021年5月9日時点のオリジナルよりアーカイブ。2021年5月9日閲覧。
5. ↑  ただし、六七暴動中の郷事委員会では、大埔郷事会会所爆炸案（中国語版）のように郷事委員会そのものがテロの対象になる一方、左派に共鳴して活動する者も存在していた（沙頭角銃撃戦を参照）。暴動後半の爆弾テロに対しては、郷事委員会は理民府・警察の支持の下民安促進会と呼ばれる治安維持組織を設置して対応した。
6. ↑  “鄉議局簡介”.   新界郷議局. 2025年1月22日閲覧。 “新界原居民一直以來秉承愛國、愛港、愛鄉的宗旨。1898年，英國強行租借新界實施殖民統治，新界鄉民不甘歸順，向英軍展開壯烈抗爭，由此奠定「愛國保家」優良傳統。二次世界大戰期間，新界人挺身加入和支持東江縱隊抗擊日軍，保家衛國。”